# 森田まさのり
森田 まさのり（もりた まさのり、本名：森田 真法、1966年12月22日 - ）は、日本の漫画家。滋賀県栗東市（旧栗太郡栗東町）出身。血液型O型。代表作は『ろくでなしBLUES』、『ROOKIES』など。

## 略歴
大宝小学校から栗東中学校に進学、学校の分離によって栗東西中学校を卒業後、守山高校在学中に執筆した作品『IT'S LATE』が手塚賞佳作に入選した。同作の『フレッシュジャンプ』掲載で「森田真法」名義で漫画家デビュー。
高校卒業と同時に漫画家を目指し上京。原哲夫の下でアシスタント活動を行う。『週刊少年ジャンプ』増刊号などに数編の読み切り作品を掲載後、1987年、『BACHI-ATARI ROCK』で『週刊少年ジャンプ』本誌に初掲載。
その後、同誌上に1988年から『ろくでなしBLUES』を連載し、長期連載となるヒット作品となった。さらに1998年から、不良高校の高校野球をテーマにした『ROOKIES』を連載し、後にテレビドラマ化されるなど大ヒットとなった。
2005年からは同誌上で『べしゃり暮らし』を連載したが、体調を崩して休載。週刊ペースでは無理となり、2007年から『週刊ヤングジャンプ』に掲載誌を移して不定期連載となる。

## 人物
絵のタッチは古くは手塚治虫や藤子不二雄A風であったが、上京時には北条司に近いものであった。そのため上京後はアシスタント志望として北条司の所へ足を運んだがそちらは人手が足りており、紹介されるかたちで原哲夫に師事することになった。
その後アシスタント時代に原哲夫以外にも谷口ジローや池上遼一の作品に感化され、森田の画風は完成していった。アシスタント時代に培った森田の画風の武器は「口」であり、そこだけは誰にも負けないよう、発音通りの口が描けるように頑張ったという。またその他の表現としては、『北斗の拳』においてザコキャラクターがギャグっぽいことを行うシーンがあり、その部分に強い影響を受けたという。
また、高校卒業と同時に漫画家の道へ入ったため「会社組織で働いたこともなければバイトの経験も、果てには合コンの経験すらほとんどない」と言い、このため、森田は「描けることと言ったら高校時代までのこと」としている。
プライベートではプロ野球球団・阪神タイガースのファンであり、『ROOKIES』の登場人物名は阪神タイガースの選手名から取られている。特にホームラン王・田淵幸一の大ファンである。2014年には阪神とコラボレーションを行い、広告を展開するなどした。なお、ドラマ化に当たって登場人物名を全て巨人選手へ変更する計画が打診されたが、森田はこれを強く断っている。
実家は浄土真宗本願寺派の寺院であり、寺の長男として生まれたため、高校1年の夏休みのときに得度を受け僧籍を得ている。
親には跡を継いでほしいという希望があったが、「大学に行かせたと思って4年だけ東京に行かせてくれ！」「4年で連載を持って有名になるから」と懇願。その活動中にプロ漫画家デビューを果たした。ただし森田は、「4年間で必ず売れる！」と不退転の覚悟で上京しており、実家に戻る気は無かったという。元来は3年で連載を得て、4年で金持ちになる計画であったのだが、計画よりは少々遅れたものの、上京4年目に連載を獲得している。森田はこれは「4年計画」と呼ぶ。
作品『バチあたりROCK』はこの体験が生かされているほか、実家を父親に資料写真として撮影してもらっている。父親は、真面目で為になる宗教漫画を描いてくれると思っていた。現在、同寺は森田が養子を迎え、その養子が跡を継いでいる。
なお、漫画家になった結果、郷土や寺の後を継ぐことを期待してくれていた檀家を裏切るかたちとなり、森田はこの点に後ろめたさを感じていると語るが、その分、郷土である滋賀県のために尽くし、また「檀家さんにも自身の活躍を見てもらいたいが、檀家さんはあまり漫画を読まないだろう」との配慮から、作品のドラマ化・パチンコ化などの話は積極的に受けている 。また「滋賀県は決して琵琶湖だけではなく、赤こんにゃくや近江牛などおいしい食べものもたくさんあるのであるから、誇りを持ってほしい」と語っている。
『ROOKIES』のドラマ化に当たっては、当初は守山高校でロケを希望したが許可がおりず、栗東中学校で行うこととなった。これは、いずれも森田の母校である。なお、校舎や野球部の部室も、栗東中学のそれがモデルである。

### その他
- 影響を受けた漫画は藤子不二雄Ⓐの自伝的漫画『まんが道』[11][12]で、子供時代は3人で合作を行い、手塚治虫に漫画を見てもらいにスタジオまで足を運んだという（その時に手塚はおらず後でサイン入りハガキが送られてきた）[要出典]。
- 元来は喫煙者であったが1994年に禁煙を始め、連載のページ欄外の柱に禁煙日数を毎週、記し続けるのが恒例となっている[要出典]。
- 『ROOKIES』に「田淵」というキャラクターが出てこない理由は、森田曰く「田淵という名は自分には軽々しく使える名前ではない」[13]（『ろくでなしBLUES』では太尊の弟・用高の子供時代のパジャマのデザインが田淵のユニフォーム）。
- 『ROOKIES』での対戦相手は一部を除き巨人の選手名をもじっている[要出典]。
- 同じ阪神ファンの漫画家のつの丸と大変仲が良く、[要出典]『ろくでなしBLUES』内につの丸作のキャラクターモンモンがTシャツの絵として登場したことがある[要ページ番号]。
- 『ROOKIES』がTBSテレビでドラマ化される前に日本テレビからドラマ化のオファーがあったものの、川藤以下登場人物の名前を読売ジャイアンツの選手に変えることを条件にオファーを出されたために辞退したことがある[14]。
- 『週刊ヤングジャンプ』誌上でのコメント（2009年3月）で、「一番ハマったドラマ」として『飛び出せ!青春』を挙げている。
- 松本人志のファンであることを公言し、「いつか笑いとは何かと追求していく人の話を描きたい」と語っていた[15]。
- ポッドキャスト配信番組『漫画元気発動計画』でのトークにおいて『べしゃり暮らし』が「最後の作品でいい」とライフワーク的な位置づけの作品であることを語っている[要出典]。
- 2018年8月、長田悠幸とのアマチュアお笑いコンビ「漫画家」を結成し、M-1グランプリ2018に出場。井上雄彦など他の漫画家たちを羨むぼやき漫才を展開して準々決勝進出を果たし、ベストアマチュア賞を受けた。

## 作品

### 漫画
- BACHI-ATARI ROCK - 森田まさのり傑作短編集（1989年、集英社。2010年4月に『森田まさのり作品集1 - BACHI-ATARI ROCK』として、集英社文庫コミック版で再版された）
  - ミステリアス・キッド（集英社）
  - SYNCHRONICITY（集英社）
  - JUMPIN' JACK FLASH（集英社）
  - バチあたりROCK（1988年、集英社）
- ろくでなしBLUES（1988年 - 1997年、集英社） - 台湾版（鐵拳對鋼拳）
- ろくでなしぶるーちゅ（1996年、集英社）
- ROOKIES（1998年 - 2003年、集英社） - 台湾版（教頭當家、菜鳥總動員）
- 柴犬 - 森田まさのり短編集（2004年、集英社。2010年12月に『森田まさのり作品集2 - 柴犬』として、集英社文庫コミック版で再版された）
  - A MESSAGE TO YOU, RODY - 1997年、週刊少年ジャンプ特別編集増刊'97SPRING『赤マルジャンプ』
  - ALLTHEWAYDOWN - 1994年、週刊少年ジャンプ特別編集増刊'94SPRING『赤マルジャンプ』
  - 柴犬 - 2004年、『週刊YOUNGJUNP』第37・38号併号、第39号
  - ギャングエイジ - 1997年、『週刊少年ジャンプ』第29号「ジャンプ愛読者杯'97」
  - 砂-SABAKU-漠 - 1997年、『MANGAALLMAN』
  - 殺し屋も笑う - 1991年『週刊少年ジャンプ』第5号
- スベルヲイトワズ（2005年、集英社） - 短編集
- べしゃり暮らし（2005年 - 2015年・2019年、集英社）
- HELLO BABY（原作）（2007年、集英社）小畑健が作画を担当
- まんが暮らし（2008年、集英社）
- 絶望のペテン師たち（原作）（2016年、集英社）冨澤浩気が作画を担当
- ザシス（2022年 - 2024年、集英社）

### 絵本
- とびだせビャクドー！ジッセンジャー - （2017年、本願寺出版社）[16]

### イラストレーション
- 175R「GLORY DAYS」[17]、「夕焼けファルセット」、『MELODY』ジャケットイラスト（2004年）
- 『堂本剛の正直しんどい』（テレビ朝日系列）3代目タイトルアニメーションのイラスト[18]
- 『M-1グランプリ』告知ポスター（2008年 - 2010年）[19][20]
- 見取り図単独ライブ「ろくでなしミトリズ」告知ポスター[21]
- 平成29年度滋賀県警察警察官および警察事務職員等採用案内パンフレットのポスター（2017年）[22]
- 集英社 学習まんが 日本の歴史 19・高度成長の時代《昭和時代 Ⅳ》カバーイラスト[23]
- 夕闇に誘いし漆黒の天使達『CD番長』ジャケットイラスト（2019年）

## アシスタント経験者
- 岸大武郎[24]
- 岩田康照
- おおた文彦
- 小林政王[25]
- 鶴岡伸寿[24]
- 園田辰之助
- 武善仁
- 伊藤誠
- 長友健篩

## 出演

### イベント
- 森田まさのりデビュー25周年＆焙煎たがい。デビュー20周年記念トークライブ「インド人とメキシコ人（2013年8月10日、阿佐ヶ谷ロフトA）[26]
- インド人とメキシコ人Vol.2森田まさのりデビュー30周年&焙煎たがい。デビュー25周年記念トークライブ（2018年8月19日、週プレ酒場）[27]

### テレビ
- クイズ!脳ベルSHOW（BSフジ、2022年6月15日 - 17日）
- 有吉のお金発見 突撃!カネオくん（NHK総合テレビジョン、2024年9月29日[28]）